# Westmere (Nouvelle-Zélande)
Westmere est une banlieue résidentielle de la ville d’Auckland située dans l’Île du Nord de la Nouvelle-Zélande.

## Gouvernance
La banlieue de Westmere est sous l’autorité du locale du Conseil d’Auckland. 

## Histoire
La banlieue était initialement une zone occupée par la classe ouvrière, contenant quelques bâtiments officiels, mais surtout des maisons particulières datant des années 1920.
Elle est connue pour son style de construction «californien» avec une architecture de bungalows. 
Elle est maintenant très recherchée pour des locations résidentielles avec un développement important.

## Géographie
Westmere est largement traversée par “Garnet Road “ et limitée par Coxs Bay (en) vers le nord et l’espace vert s’étalant à partir du parc de Western Springs (en), le zoo d’Auckland et le collège collège de Western Springs (en) au sud et à l’ouest.

## Éducation
- ‘Westmere Primary School’ est une école primaire située au sein de la banlieue[1]
- L’établissement secondaire, publique, le plus proche est collège de Western Springs (en)
- Les autres sont collège d’Avondale (en) et la Mount Albert Grammar School (en).
- Les élèves catholiques peuvent fréquenter le collège collège mariste pour les garçons (en) ou le collège St Mary pour les filles (en) ou le collège st Peters ou le collège St. Paul d’Auckland (en) pour les garçons.
- Certains étudiants du supérieur issus de Westmere rejoignent le “ Northcote College “ sur North Shore et il y a un service de bus quotidien pour se rendre et revenir de cet établissement.